# Huangmaoyuan
Huangmaoyuan är en ort i Kina. Den ligger i provinsen Hunan, i den södra delen av landet, omkring 260 kilometer väster om provinshuvudstaden Changsha. Antalet invånare är 1 910.
Runt Huangmaoyuan är det tätbefolkat, med 308 invånare per kvadratkilometer. Närmaste större samhälle är Longtan, 6,1 km öster om Huangmaoyuan. I omgivningarna runt Huangmaoyuan växer i huvudsak blandskog.
Genomsnittlig årsnederbörd är 1 796 millimeter. Den regnigaste månaden är juni, med i genomsnitt 269 mm nederbörd, och den torraste är december, med 62 mm nederbörd.